# Comănești
Comănești – miasto w Rumunii (okręg Bacău, Mołdawia). Liczy 19,5 tys. mieszkańców (2011).
W Comănești odbywa się w Sylwestra coroczna parada nazywana "świętem niedźwiedzi" – uczestnicy parady przebierają się za te zwierzęta, co wedle dawnych wierzeń miało odpędzać złe siły.
W mieście rozwinął się przemysł drzewny, chemiczny oraz spożywczy.
Z Comănești pochodzi Brianna Turner, rumuńska wioślarka.